# Conoesucus norelus
Conoesucus norelus är en nattsländeart som beskrevs av Mosely in Mosely och Douglas E. Kimmins 1953. Conoesucus norelus ingår i släktet Conoesucus och familjen Conoesucidae. Inga underarter finns listade i Catalogue of Life.